# Miškovići
Miškovići is een plaats in de gemeente Povljana in de Kroatische provincie Zadarska. De plaats telt  inwoners (2001).